# 澳大利亞山脈
澳大利亞山脈位於澳大利亞東南部，是大分水岭的最南段，山脈面積1,232,981公頃（3,046,760英畝），为澳大利亞大陆上地勢最高的山脈。整个山脈橫跨維多利亞州东部（山脉大部分，称为维多利亚山脉）、新南威爾斯州东南部（大雪山脉）和澳大利亞首都領地西南部（纳玛吉国家公园）。澳大利亞僅有的海拔高於2,000米的山峰——科修斯科山就位於澳大利亞山脈在新南威尔士境内的部分。

## 外部連結
- Australian Alps National Parks official website